# شیانفلینگ امسی
شیانفلینگ امسی (به آلمانی: Schiefling am Wörthersee) یک منطقهٔ مسکونی در اتریش است که در ناحیه کلاگن‌فورت-لاند واقع شده‌است. شیانفلینگ امسی ۲٬۶۰۲ نفر جمعیت دارد.

## خواهرخوانده
شهر رومانس دل ایزونتسو خواهرخواندهٔ شیانفلینگ امسی هست.